# اسطوخودوس (سرده)
اسطوخودوس یا لاوندر (به انگلیسی: Lavandula)، سرده‌ای متشکل از ۴۷ گونهٔ مختلف از دسته گیاهان گل‌دار و از خانوادهٔ نعنائیان است. گیاهان این سرده، بومی بر قدیم بوده و در مناطق وسیعی از آسیا، آفریقا و اروپا به‌صورت طبیعی رویش دارند. گونه شاخص این سرده، اسطوخودوس انگلیسی است.
گونه‌های مختلف اسطوخودوس در پارک‌ها و فضای سبز و منازل به عنوان گیاه زینتی کاشته می‌شوند. برخی از گونه‌های این گیاه نیز به عنوان سبزی خوراکی و برای تهیه اسانس و استفاده در صنعت لوازم آرایشی به‌صورت تجاری کشت می‌شوند. اسطوخودوس انگلیسی که با نام لاوندر نیز شناخته می‌شود، بیشترین کشت جهانی را داراست. این گیاه گرچه برای قرن‌ها به‌عنوان گیاه دارویی استفاده شده اما تا کنون شواهد علمی بر پایهٔ روش‌های پزشکی مبتنی بر شواهد در رابطه با تأثیر این گیاه در درمان بیماری‌ها و بهبود سلامت بیماران ارائه نشده است.

## ترکیبات شیمیایی
اسانس اسطوخودوس، مرکب از نوعی ستن (با بوی کامفر و نعناع) سینئول، الکل و لینالول است.
مطابق تحقیقی دربارهٔ اثرات گیاهان درمنه، اسطوخودوس و آویشن شیرازی بر روی باکتری‌های Staphylococcus aureus, Pseudomonas aeruginosa و Klebsiella pneumonia که در سال ۲۰۱۴ انجام شد، اسانس اسطوخودوس دارای اثر مهارکننده بر روی باکتری‌های بیماری‌زای مورد مطالعه است.

## گونه‌ها
- Lavandula angustifolia (اسطوخودوس انگلیسی)
- Lavandula latifolia (اسطوخودوس تیری)
- Lavandula dentata (سنبل انگلیسی)
- Lavandula stoechas (اسطوخودوس فرانسوی)
- Lavandula lanata
- Lavandula Intermedia

## نگارخانه

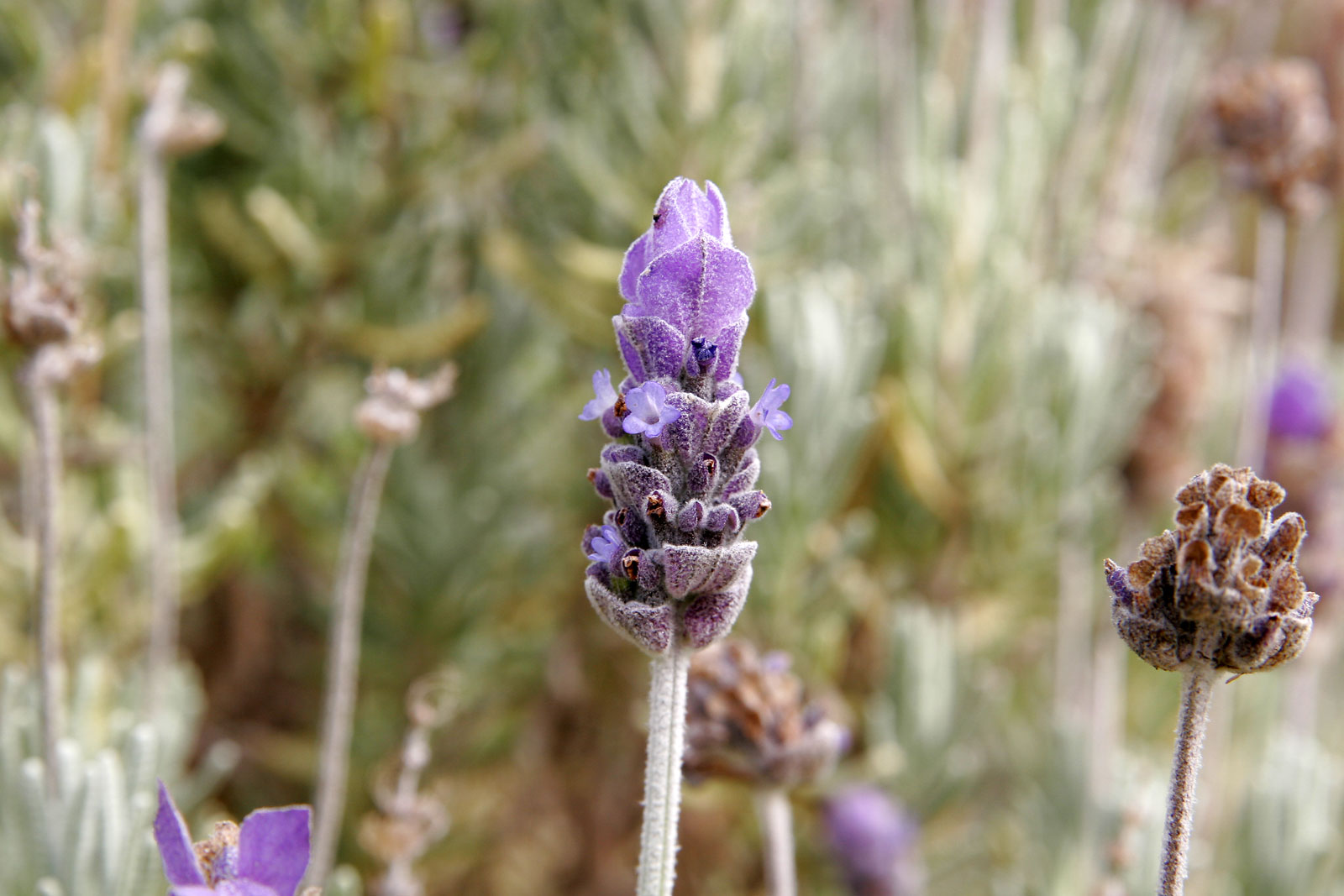
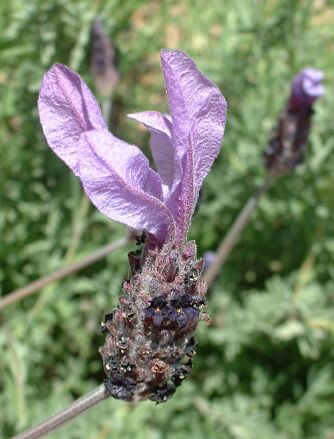
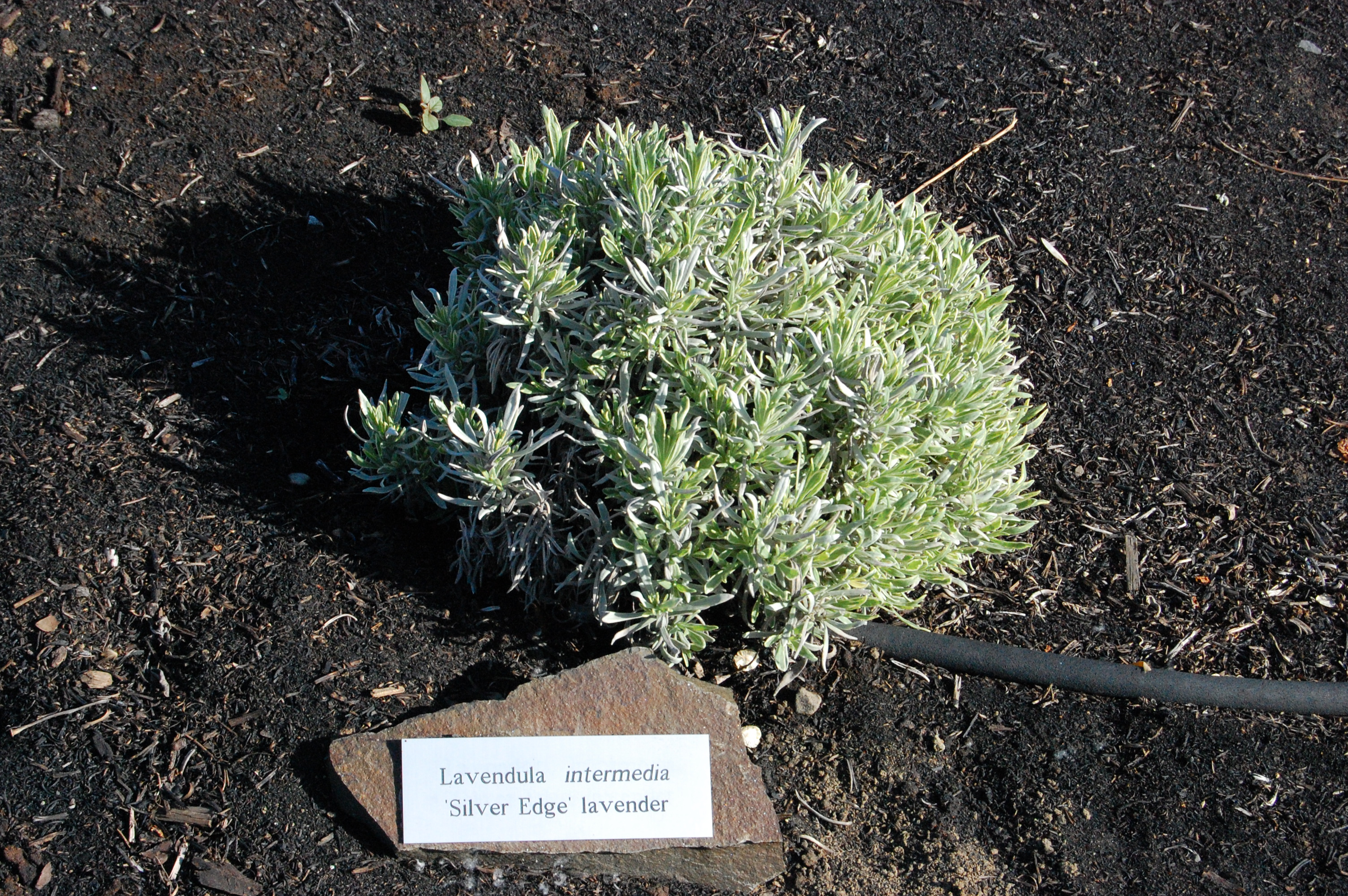
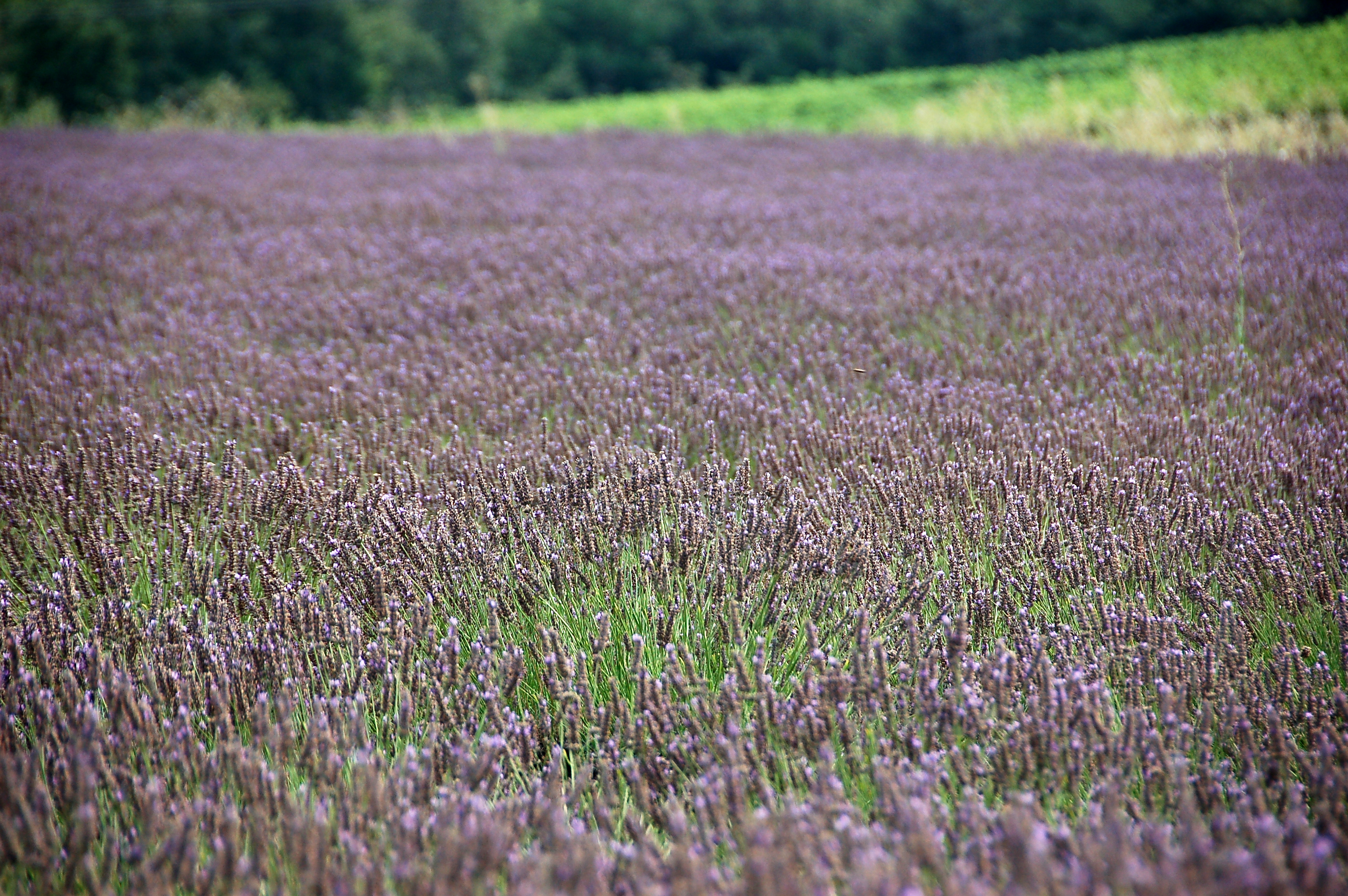
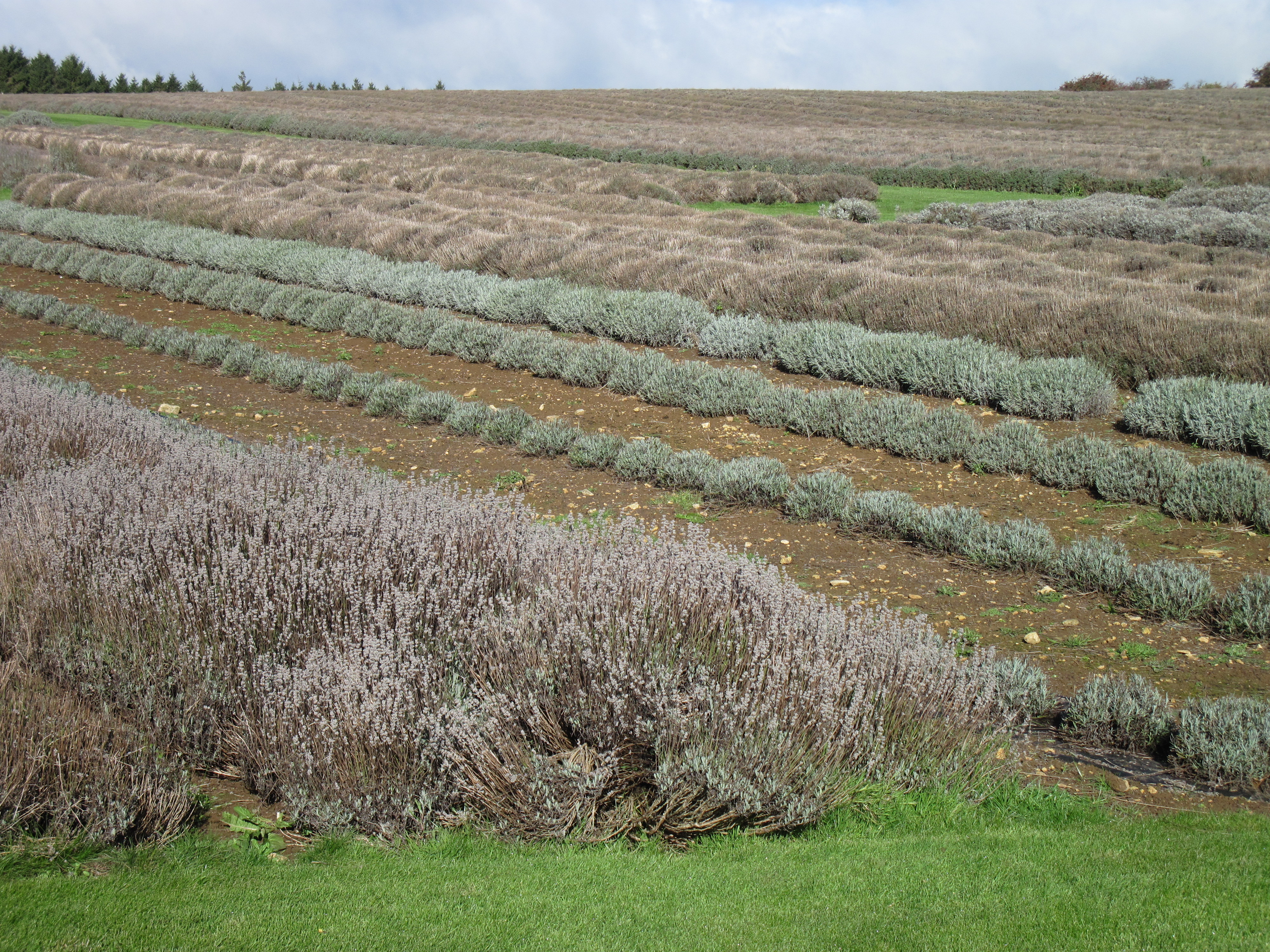
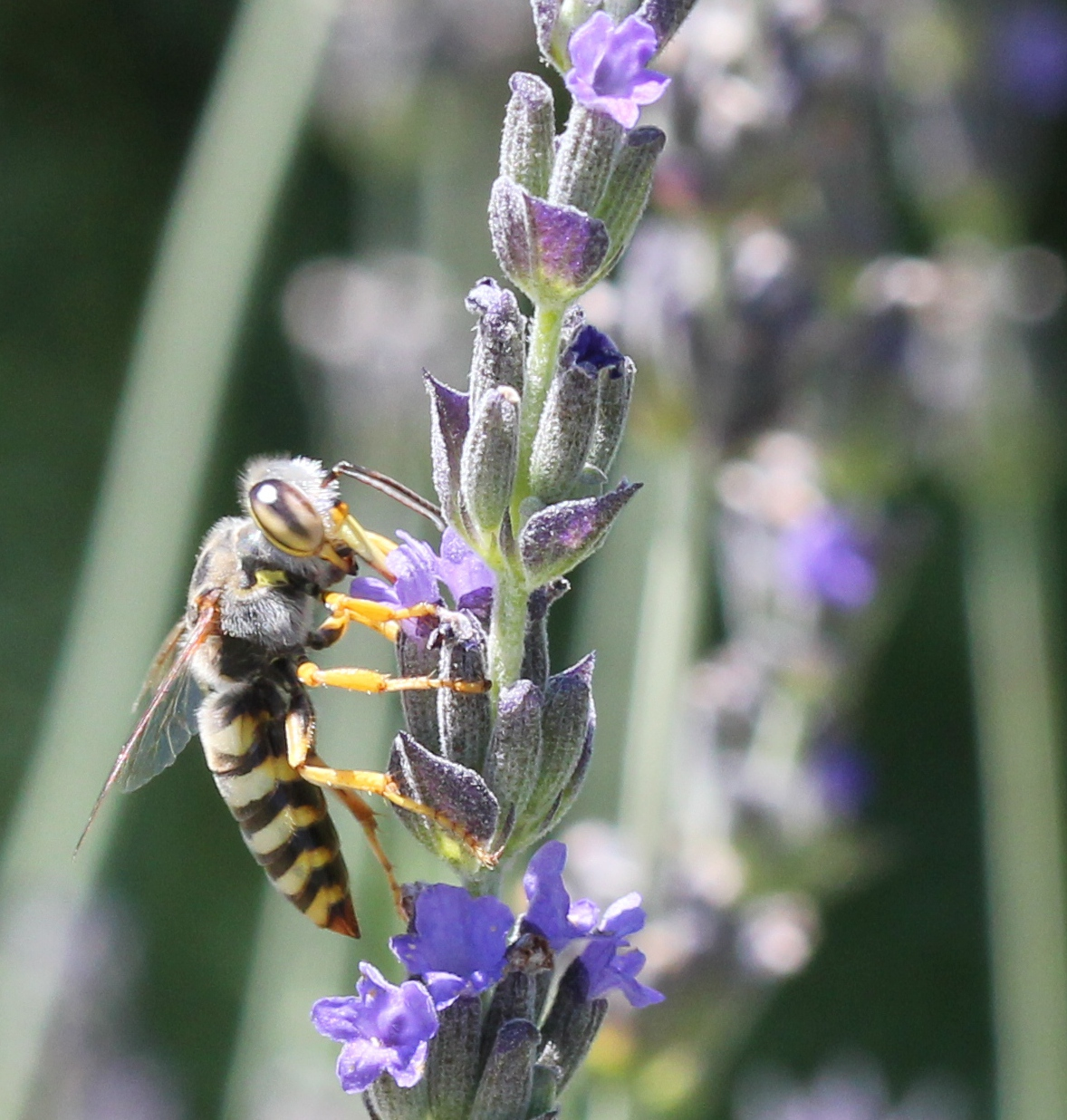